# 해군중장
해군중장은 제독을 도와 해군을 지휘하는 역할을 수행하는 장성급 장교를 가리키는 단어이다. 부제독으로도 불린다.

## 설명
해군중장은 소장보다 위의 계급이자 제독의 아래 계급이며 해군의 3성 장군이 바로 해군중장에 해당된다. 대한민국 해군을 비롯한 많은 국가들의 해군에서는 제독을 보좌할 직책으로 해군중장을 운영하고 있으며 전시에는 해군의 전함을 제독과 함께 직접 지휘한다. 대한민국 해군에서 해군중장은 김판규, 박옥규, 변무근, 손원일, 원태호, 윤광웅, 이기식, 이맹기 이성호, 정긍모, 정원민, 정진섭, 함명수가 있으며 이중에 김판규는 대한민국 해군의 제독으로 승진되기도 하었다.

## 같이 보기
- 해군
- 장성급 장교
- 제독